# Ultima Cena (Rubens)
L'Ultima Cena è un dipinto di Peter Paul Rubens, realizzato a olio su tavola. Scomparto centrale di un trittico, fu realizzato nel 1632 e ha dimensioni di 304x206 cm. Oggi l'opera è conservata alla Pinacoteca di Brera di Milano.

## Storia
La grande pala d'altare fu dipinta da Rubens nel 1632 su commissione di Caterina Lescuyer, per essere collocato sopra il sepolcro del padre, Pawels Lescuyer, all'interno della cappella del Santissimo Sacramento della chiesa di Saint-Rombaut a Malines nelle Fiandre. L'opera era completata da due tavole che costituivano la predella illustranti due episodi della vita di Gesù, precedenti al momento dell'istituzione dell'eucaristia: L'entrata di Cristo a Gerusalemme e La lavanda dei piedi. Rubens sviluppò per la prima volta la composizione dell'Ultima Cena in uno schizzo ad olio ora a Mosca (Museo Pushkin, inv. 653). Dopo aver completato la pala per San Rombout, Rubens dipinse uno schizzo a grisaglia, oggi in collezione privata, estremamente dettagliato, come modello per l'incisore Boëtius à Bolswert. 
Nel 1793, durante la Campagna delle Fiandre di Napoleone, la tavola centrale e la predella furono prelevate e destinate al Museo del Louvre. Nel 1803, le due tavole raffiguranti L'entrata di Cristo a Gerusalemme e La lavanda dei piedi, drasticamente tagliate nel XVIII secolo, furono inviate al Museo delle belle arti di Digione. La grande pala centrale con L'ultima Cena fu ceduta, invece, alla Pinacoteca di Brera nel 1813, nell'ambito di uno scambio voluto dal direttore generale del Museo del Louvre, Denon, che cedette alla Pinacoteca milanese quattro importanti opere di artisti fiamminghi, in cambio di capolavori del rinascimento italiano.

## Descrizione
Cristo siede a tavola circondato dagli apostoli e benedice il pane e il vino. Il posizionamento degli apostoli attorno a un tavolo quadrato (e non rettangolare) aveva una lunga tradizione pittorica. Immediatamente a destra di Cristo è Pietro, e a sinistra, Giovanni. Seduto sul lato opposto del tavolo è Giuda, con una posa contorta e uno sguardo accigliato, espressione esteriore del suo stato mentale agitato. Sotto suoi i piedi un cane rosicchia un osso, forse simbolo di avidità o bramosia.